# Furacão Enrique (2021)
O furacão Enrique foi um furacão de categoria 1 de ponta que trouxe fortes chuvas e inundações ao sudoeste do México, causando danos de US$ 50 milhões (US$ 2021) e duas mortes diretas. O sistema também ameaçou a Península da Baixa Califórnia como uma tempestade tropical; no entanto, tornou-se uma baixa remanescente antes de afetar a região. Enrique foi a quinta depressão uma tempestade nomeada, bem como o primeiro furacão da temporada de furacões do Pacífico de 2021. Em 22 de junho uma onda tropical sobre o Oceano Pacífico perto da Nicarágua começou a produzir grandes quantidades de tempestades desorganizadas. Em um ambiente propício para intensificação, a perturbação viajou para oeste-noroeste e às 09:00 UTC de 25 de junho, alertas foram emitidos para a tempestade tropical Enrique, pois uma passagem avançada de scatterômetro no sistema mostrou que ventos fortes estavam presentes no quadrante sudeste do sistema. O sistema ainda se organizou sob uma área de águas quentes e baixo cisalhamento do vento enquanto continuava seu movimento, desacelerando às 21:00 UTC daquele dia antes de se fortalecer para um furacão de categoria 1 e virar para noroeste. Ao se aproximar da costa do México, a tendência de fortalecimento de Enrique parou quando o ar seco começou a impactar o sistema. Uma característica do olho começou a aparecer em imagens de satélite visíveis em 26 de junho, quando virou para noroeste.

## História meteorológica
Em 20 de junho, o NHC notou a possível formação de uma área de baixa pressão perto do sul da Guatemala e do Golfo de Tehuantepec. Em 22 de junho, uma área de clima perturbado estava rastreando a América Central com imagens de satélite indicando chuvas e tempestades desorganizadas. Com condições ambientais condutivas, o sistema se organizou gradativamente e no dia 25 de junho às 09:00 UTC, o NHC avaliou o sistema como uma tempestade tropical, atribuindo o nome de Enrique. Imagens de satélite também revelaram que a tempestade desenvolveu uma circulação de baixo nível, com uma passagem de scatterômetro sobre a tempestade também mostrando que ela estava produzindo ventos com força de tempestade tropical a sudeste do centro. A estrutura da tempestade melhorou ainda mais seis horas depois, com características de bandas proeminentes ao sul e leste. Mais tarde, uma grande explosão convectiva se desenvolveu sobre a tempestade. Enrique continuou a se intensificar ao longo do dia, com o NHC avaliando que o sistema se fortaleceu em um furacão de categoria 1 às 09:00 UTC de 26 de junho, após o qual o sistema possuía um nublado denso central bem definido e ao lado de uma área persistente de topos de nuvem fria. Uma área de topos de nuvens ultrapassando os topos, sinalizou que a parede do olho estava se desenvolvendo. No entanto, sua estrutura se degradou pouco depois devido ao ar seco. A estrutura de Enrique melhorou mais tarde, embora o ar seco ainda estivesse sendo arrastado para o lado norte da tempestade. Nessa época, a tempestade atingiu seu pico de intensidade de 80 kn (150 km/h; 92 mph). Uma ligeira intensificação adicional foi prevista, mas isso não ocorreu. No dia 28 de junho, às 15:00 UTC, a estrutura convectiva de Enrique foi erodida com o núcleo interno tornando-se cada vez mais irregular devido ao ar seco, fazendo com que o furacão enfraquecesse. No mesmo dia às 21:00 UTC, o NHC rebaixou Enrique para uma tempestade tropical de ponta, pois a estrutura continuou a se deteriorar e tinha um centro parcialmente exposto. Em 30 de junho, às 12:00 UTC, o NHC rebaixou ainda mais Enrique para uma depressão tropical, pois suas tempestades diminuíram para uma pequena área de convecção profunda. Às 21:00 UTC daquele dia, Enrique degenerou em uma baixa remanescente no Golfo da Califórnia quando toda a sua convecção se dissipou.

## Preparativos e impacto
Às 15:00 UTC de 25 de junho, um Alerta de Tempestade Tropical foi emitido pelo Governo do México de Punta San Telmo, Michoacán, a Cabo Corrientes, Jalisco.
Pelo menos duas pessoas se afogaram em uma praia em Pie de la Cuesta, Guerrero, devido a correntes de retorno entre 25 e 26 de junho. Pelo menos 207 casas foram danificadas por deslizamentos de terra e ventos causados por Enrique em Guerrero. A chuva forte afetou áreas de Manzanillo, enquanto os ventos causaram pequenos danos às casas. Em Lázaro Cárdenas, as áreas foram inundadas por mais de 50 centímetros (19 pol) de água da enchente. Um total de 115.904 clientes perderam energia em todo o estado de Jalisco, embora a energia tenha sido restaurada para 96% algumas horas depois. Enrique deixou danos em partes de Naiarite, com árvores sendo arrancadas e caindo em casas e linhas de energia sendo derrubadas, levando a uma queda de energia em toda a cidade em Tepic. Em todo o país, os danos da tempestade foram estimados em aproximadamente US$ 50 milhões.